# Ridderorden in Haïti
De koning en de opeenvolgende keizers en presidenten van Haïti hebben ridderorden naar Europees model ingesteld.
- De Nationale Orde van de Tweehonderdjarige Onafhankelijkheid (Frans: "Ordre National du Bicentenaire de l'Infependance d'Haïti") 2004
- De Orde van Pétion en Bolivar (Frans: "Ordre de Pétion et Bolivar") 1939
- De Orde van Jean Jacques Dessalines (Frans: "Ordre Jean-Jacques Dessalines Le Grand Mérite Militaire")
- De Orde van Eer en Verdienste (Frans: "Ordre National de l'Honneur et Mérite") 1925